# (Still a) Weirdo
Singles de KT Tunstall
Fade Like a Shadow
(2010)
(Still a) Weirdo est le premier single du troisième album Tiger Suit de la chanteuse/compositrice écossaise KT Tunstall. Sorti au Royaume-Uni le 26 septembre 2010, (Still a) Weirdo est une ballade acoustique dans laquelle KT Tunstall se réconcilie avec son passé de "weirdo" (= personne étrange). 
Écrite par KT Tunstall elle-même en corédaction avec Greg Kurstin, la chanson a fait son chemin sur les charts anglais et belges, et s'en sort avec plusieurs critiques positives.

## Composition
Tunstall décrit (Still a) Weirdo comme étant la chanson la plus intimiste et personnelle de l'album. Elle explique qu'elle a écrit cette chanson dans l'un des rares moments où elle pouvait avoir un regard objectif sur elle-même. 

## Clip vidéo
La première diffusion du clip vidéo date du 17 août 2010. (Still a) Weirdo est tourné dans une petite ville du Tennessee qui, selon Tunstall, « n'aurait pas vraiment changé depuis les années 60 », ce qui correspond à l'esprit de la chanson.
Le clip est réalisé par Paul Minor, également réalisateur du clip de Fade Like a Shadow, autre extrait de l'album Tiger Suit.

## Classement
| Pays                                    | Meilleure position |
| --------------------------------------- | ------------------ |
| Belgique (Flandre Ultratop 50 Singles)  | 51                 |
| Belgique (Wallonie Ultratop 50 Singles) | 11                 |
| Écosse                                  | 30                 |
| Royaume-Uni                             | 39                 |